# Andrea Dallavalle
Andrea Dallavalle (Piacenza, 31 de octubre de 1999) es un deportista italiano que compite en atletismo, especialista en la prueba de triple salto.
Ganó una medalla de plata en el Campeonato Europeo de Atletismo de 2022 y una medalla de bronce en el Campeonato Europeo de Atletismo en Pista Cubierta de 2025.

## Palmarés internacional
| Campeonato Europeo                   | Campeonato Europeo       | Campeonato Europeo | Campeonato Europeo |
| Año                                  | Lugar                    | Medalla            | Prueba             |
| ------------------------------------ | ------------------------ | ------------------ | ------------------ |
| 2022                                 | Múnich (Alemania)        | Medalla de plata   | Triple salto       |
| Campeonato Europeo en Pista Cubierta |                          |                    |                    |
| Año                                  | Lugar                    | Medalla            | Prueba             |
| 2025                                 | Apeldoorn (Países Bajos) | Medalla de bronce  | Triple salto       |